# 나나모리 요시야스
나나모리 요시야스(일본어: 七森 由康, 1944년 4월 26일 ~ )는 일본의 전 프로 야구 선수이다. 오사카부 출신이며 현역 시절 포지션은 투수였다.

## 인물
오사카 시립 니시 고등학교를 2학년에서 중퇴하고 1962년 요미우리 자이언츠에 입단했다. 처음 2년 간은 2군에서 생활하다가 프로 3년째인 1964년에 1군에서의 첫 등판을 이뤄 2승 1패의 성적을 남겼다. 같은 해 시즌 종료 후 고쿠테쓰 스왈로스의 에이스였던 가네다 마사이치가 ‘B급 10년 선수 제도’에 의해서 요미우리로 이적하게 됐다. 여기에서 고쿠테쓰(후에 ‘산케이 스왈로스’로 팀명을 변경)는 가네다의 보상 선수로 히로오카 다쓰로를 요구했지만 요미우리측이 거부하여 그 대신에 나나모리가 고쿠테쓰로 이적하게 됐다.
고쿠테쓰(산케이)에서는 에이스급 등번호에 해당되는 ‘20’번으로 주어지는 등 세간의 주목을 받았지만 5경기에 등판하여 승패없이 뚜렷한 성적을 남기질 못했고 그 해(1965년)를 끝으로 현역에서 은퇴했다. 은퇴할 당시 나이가 21세였다.
오버핸드 투수로 활약하여 드롭 커브와 슈토를 무기로 삼았다.

## 상세 정보

### 출신 학교
- 오사카 시립 니시 고등학교(중퇴)

### 선수 경력
- 요미우리 자이언츠(1962년 ~ 1964년)
- 고쿠테쓰 스왈로스·산케이 스왈로스(1965년)

### 개인 기록
- 첫 등판 : 1964년 5월 26일, 대 한신 타이거스 8차전(한신 고시엔 구장), 6회말에 4번째 투수로서 구원 등판·마무리, 3이닝 무실점
- 첫 선발·첫 승리 : 1964년 6월 2일, 대 히로시마 카프 14차전(고라쿠엔 구장), 5와 2/3이닝 1실점
- 첫 완투·첫 완봉 : 1964년 9월 21일, 대 히로시마 카프 28차전(히로시마 시민 구장)

### 등번호
- 64(1962년)
- 41(1963년 ~ 1964년)
- 20(1965년)

### 연도별 투수 성적
| 연 도      | 소 속           | 등 판 | 선 발 | 완 투 | 완 봉 | 무 4 구 | 승 리 | 패 전 | 세 이 브 | 홀 드 | 승 률 | 타 자 | 이 닝 | 피 안 타 | 피 홈 런 | 볼 넷 | 고 4 | 몸 맞 | 탈 삼 진 | 폭 투 | 보 크 | 실 점 | 자 책 점 | 평 자 책 | W H I P |
| ---------- | --------------- | ----- | ----- | ----- | ----- | ------- | ----- | ----- | -------- | ----- | ----- | ----- | ----- | -------- | -------- | ----- | ---- | ----- | -------- | ----- | ----- | ----- | -------- | -------- | ------- |
| 1964년     | 요미우리        | 4     | 3     | 1     | 1     | 0       | 2     | 1     | --       | --    | .667  | 70    | 18.0  | 6        | 0        | 11    | 0    | 1     | 7        | 0     | 0     | 4     | 4        | 2.00     | 0.94    |
| 1965년     | 고쿠테쓰·산케이 | 5     | 1     | 0     | 0     | 0       | 0     | 0     | --       | --    | ----  | 35    | 6.1   | 11       | 2        | 4     | 0    | 0     | 2        | 0     | 0     | 10    | 8        | 12.00    | 2.37    |
| 통산 : 2년 | 통산 : 2년      | 9     | 4     | 1     | 1     | 0       | 2     | 1     | --       | --    | .667  | 105   | 24.1  | 17       | 2        | 15    | 0    | 1     | 9        | 0     | 0     | 14    | 12       | 4.50     | 1.32    |

- 고쿠테쓰(고쿠테쓰 스왈로스)는 1965년 5월 10일에 산케이(산케이 스왈로스)로 구단명을 변경